# Ocumare de la Costa de Oro (khu tự quản)
Ocumare de la Costa de Oro là một khu tự quản thuộc bang Aragua, Venezuela. Thủ phủ của khu tự quản Ocumare de la Costa de Oro đóng tại Ocumare de la Costa. Khự tự quản Ocumare de la Costa de Oro có diện tích 339 km2, dân số theo điều tra dân số ngày 21 tháng 10 năm 2001 là 7996 người.